# Alatiliparis speculifera
Alatiliparis speculifera är en orkidéart som först beskrevs av Johannes Jacobus Smith, och fick sitt nu gällande namn av Dariusz Lucjan Szlachetko och Marg. Alatiliparis speculifera ingår i släktet Alatiliparis och familjen orkidéer. Inga underarter finns listade i Catalogue of Life.